# Stangl Pottery

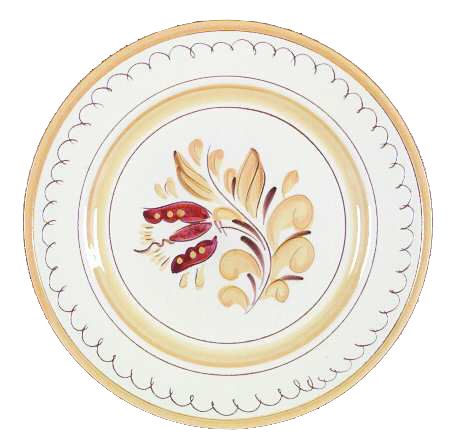
Hình ảnh chiếc đĩa gốm của Stangl Pottery

Stangl Pottery là một công ty có trụ sở được đặt tại Flemington, New Jersey, chuyên sản xuất các loại sản phẩm như ấm chén, bát đĩa và một số sản phẩm khác. Công ty ban đầu được thành lập với tên gọi Samuel Hill Pottery vào năm 1814. Cho đến năm 1860, công ty đổi tên thành Fulper Pottery và sau đó là Stangl Pottery vào năm 1955. Công ty ngừng sản xuất và đóng cửa vào năm 1978 nhưng các sản phẩm của công ty vẫn được các nhà sưu tập đánh giá cao. Các mảnh có thể xác định bằng tên Stangl ở phía dưới. Phòng trưng bày đầu tiên của công ty đặt tại Flemington, New Jersey đã được mua lại vào tháng 5 năm 2011 để làm không gian cho một nhà hàng, một studio và một phòng trưng bày nghệ thuật.

## Thời kì đầu
Công ty thành lập vào năm 1814 bởi Samuel Hill Pottery và tên của công ty cũng đặt theo tên của người sáng lập công ty. Trụ sở của công ty đặt tại Flemington, New Jersey. Trong giai đoạn đầu, công ty chuyên sản xuất đồ đựng dụng cụ bằng gỗ và ống đất sét đỏ. Abraham Fulper sau này trở thành đối tác của Hill. Ông Fulper mua lại công ty vào năm 1860 và đặt tên cho nó là Fulper Pottery. Fulper Pottery cũng vẫn tạo ra đồ đựng và ống đất sét đỏ nhưng các con trai của Fulper sau đó đã giúp việc kinh doanh vào cuối thế kỷ 19, và họ đã sản xuất đồ nấu nướng chống cháy cùng với bộ lọc khử trùng. Bộ lọc khử trùng là một phiên bản đời đầu của cây nước nóng lạnh hiện đại. Nó giúp cung cấp cho mọi người nước uống sạch ở nơi công cộng không có nước hợp vệ sinh. Vào đầu thế kỷ 20, John Kusman, người thợ gốm nổi tiếng nhất của công ty, bắt đầu công việc sản xuất bình và lọ gốm. William H. Fulper II, cháu trai của Abraham đã mang một số bình và lọ đến Triển lãm thế giới St. Louis vào năm 1904, cùng với Bộ lọc khử trùng. Các loại bình gốm và bình hoa đã nhận được một giải thưởng tại buổi triển lãm. Vào năm 1928, công ty chuyển trụ sở đến Trenton, New Jersey.
Vào thời điểm đó, đồ gốm từ Trung Quốc đang thu hút sự chú ý trên khắp nước Mỹ nên Fulper muốn công ty sản xuất đồ gốm tương tự. Tiến sĩ Cullen Parmalee, trưởng khoa đồ gốm tại Đại học Rutgers đã tạo ra các loại men gốm dựa trên những sản phẩm gốm cổ của Trung Quốc và chúng là một phần của thương hiệu Fulper Vasekraft. Đồ gốm của Parmalee có chất lượng màu sắc không tốt và rất đắt tiền. Đến năm 1910, một phần lớn số lượng men gốm của Parmalee đã biến mất. Johann Martin Stangl tiếp quản thương hiệu gốm Vasekraft và ông không còn sao chép đồ gốm của Trung Quốc. Thay vào đó, Stangl đã tạo ra vô số thiết kế bao gồm giá đựng nến, vòng đệm, đèn nước hoa và lọ thuốc lá.

## Thời kì sau
Sau khi Fulper qua đời vào năm 1928, Stangl trở thành chủ tịch của công ty và chỉ có dòng Gốm Stangl được sản xuất sau năm 1935. Từ năm 1929 trở đi, đồ gốm của công ty mang nhãn hiệu Stangl hoặc Stangl USA. Ngoài đồ ăn, Stangl còn được biết đến với dòng sản phẩm tượng hình những chú chim được bán từ những năm 1940 đến những năm 1970. Các bức tượng nhỏ về loài chim được gọi là loạt phim Birds of America và thiết kế của chúng dựa trên hình minh họa của John James Audubon. Các thiết kế của bộ đồ ăn Stangl được tạo ra bởi Kay Hackett và có các thiết kế nghệ thuật dân gian dựa trên các họa tiết và thiên nhiên của người Đức ở Pennsylvania như trái cây, hoa vườn và cây tật lê. Stangl đã đóng góp vào nỗ lực của Thế chiến II bằng cách dạy những kỹ thuật cơ bản cho phụ nữ địa phương để công ty có thể sản xuất đồ ăn bằng đất sét đỏ. Cả thợ chạm và thợ sơn đều đặt tên viết tắt của họ ở mặt sau của bộ đồ ăn.
Tên của công ty được thay đổi thành Stangl Pottery vào năm 1955, nhưng mảng sản xuất bộ đồ ăn của công ty đã đổi tên thành Stangl Mark vào năm 1930. Khi Stangl qua đời vào năm 1972, tài sản của công ty được bán cho Frank Wheaton, Jr., chủ sở hữu của Wheaton Industries. Đồ gốm được sản xuất cho đến năm 1978 khi Pfaltzgraff mua bản quyền và phần còn lại của tài sản được thanh lý.
 Các sản phẩm của Stangl vẫn có thể sưu tầm được, và các mặt hàng được săn lùng bao gồm tượng chim, bình sữa và creamers. Vị trí và phòng trưng bày ban đầu ở Flemington, New Jersey đã được mua vào tháng 5 năm 2011 để làm không gian cho một nhà hàng, một studio và một phòng trưng bày nghệ thuật.

## Liêm kết ngoài
Tư liệu liên quan tới Stangl Pottery tại Wikimedia Commons
- Carrow, Carolyn (ngày 27 tháng 3 năm 1983). "Antiques: Flemington's molded ceramics". New York Times. Truy cập ngày 8 tháng 11 năm 2020.
- Kornacki, Jon A. (2012). "Fulper's Vasekraft  lamps" (PDF). Journal of the American Art Pottery Association. Quyển 28 no.2 số Spring 2012. Truy cập ngày 8 tháng 11 năm 2020.